# Rasutoria pseudotsugae
Rasutoria pseudotsugae är en svampart som först beskrevs av V.A.M. Mill. & Bonar, och fick sitt nu gällande namn av M.E. Barr 1987. Rasutoria pseudotsugae ingår i släktet Rasutoria och familjen Euantennariaceae.   Inga underarter finns listade i Catalogue of Life.